# Cinclidotus
Cinclidotus là một chi rêu trong họ Cinclidotaceae.